# 博馬薩
博馬薩是剛果共和國的城鎮，由桑加省負責管轄，位於該國北部桑加河畔，毗鄰與中非共和國接壤的邊境，海拔高度354米，以當地的熱帶雨林聞名。
2°12′N 16°11′E / 2.200°N 16.183°E